# Stazione di Trecella
La stazione di Trecella è una fermata ferroviaria posta sul tronco comune alle linee Milano-Bergamo e Milano-Venezia. Serve il centro abitato di Trecella, frazione di Pozzuolo Martesana.

## Storia
La fermata fu attivata per volere del marchese Resta Pallavicino, che donò parte del giardino della sua villa al fine di garantirne la realizzazione.

## Strutture ed impianti
L'impianto conta due binari, uno per ogni senso di marcia, serviti da altrettante banchine laterali, collegate da due sottopassaggi.

## Movimento
La fermata è servita dai convogli del servizio ferroviario suburbano di Milano: linea S5 (Varese-Treviglio) ed S6 (Novara-Treviglio), svolti da Trenord, nell'ambito di contratto stipulato con Regione Lombardia.